# Noteninflation
Von Noteninflation wird gesprochen, wenn für gleiche Leistungen von Schülern oder Studenten in Prüfungen über die Jahre zunehmend bessere Zensuren vergeben werden. Damit werden die erzielten (guten) Schulnoten entwertet – vergleichbar mit einer Inflation im Finanzwesen.

## Nachweise
Das Phänomen der Noteninflation wird im Zusammenhang mit den enttäuschenden Ergebnissen der PISA-Studien von 2001, einer von den Hochschulen beklagten Abnahme der Studierfähigkeit eines Großteils der Schulabgänger und der Gerechtigkeitsfrage an Schulen und Hochschulen sowie in der Öffentlichkeit seit Jahren heftig diskutiert. Die Tendenz einer zunehmend besseren Notenvergabe war bereits seit längerem bekannt. So lagen beispielsweise die durchschnittlichen Abiturnoten in Baden-Württemberg in den 1970er Jahren bei 2,8 und in den 1980er Jahren bei 2,5. Im Jahr 2008 betrug der Durchschnitt bereits 2,32. In Bremen haben sich im Vergleich zum Jahr 2013 die Einserabiture im Jahre 2022 verdoppelt, in Thüringen verdreifacht und in Sachsen verfünffacht.
Über die Ursache dieser Entwicklung wird seit langem kontrovers spekuliert. Das Phänomen könnte einerseits auf eine Vergabe besserer Noten für die gleiche Leistung – also eine Noteninflation – zurückzuführen sein. Andererseits wurde es theoretisch auch für möglich gehalten, dass verbesserter Unterricht zu tatsächlich besseren Leistungen führte. Ein sprunghafter Anstieg von Intelligenz oder Lernwille der heutigen Generation gilt realistischerweise aber als unwahrscheinlich. Vielmehr wird davon ausgegangen, dass die Anforderungen heruntergeschraubt worden sind. Inzwischen liegen insbesondere für die Gymnasial- und die Hochschulabschlüsse wissenschaftlich fundierte Statistiken und Analysen vor, welche das Faktum einer Noteninflation objektivieren.

### Staatsexamensnoten
In einem aufwendigen Forschungsprojekt der Europa-Universität Flensburg wurden drei Jahre lang insgesamt 138.000 Prüfungsakten und ca. 700.000 Examensnoten von sieben Universitäten für die Jahre 1960 bis 1996, ergänzt durch 5,3 Millionen Daten der elektronischen Prüfungsdatenbank des Statistischen Landesamts Kiel, die bundesweit Examensnoten für die Jahre 1996 bis 2013 und für alle deutschen Hochschulen bereitstellt, ausgewertet.
Im Mittelpunkt der Erhebungen standen die Bestimmung nicht-leistungsbedingter Einflüsse sowie die Erklärung von ‚grade inflation‘, also die Ursachen für eine Verbesserung der Noten ohne eine entsprechende Verbesserung der Prüfungsleistungen. Als zusammenfassendes Ergebnis halten die Forscher fest: Seit den 1970er Jahren gibt es an deutschen Hochschulen einen deutlichen Trend zur Noteninflation, der allerdings nach Hochschulen und Studiengebieten unterschiedlich ausfällt und parallel mit dem schwankenden Bedarf an ausgebildeten Absolventen auch zyklisch verläuft. Als Schlussfolgerung fordern die Bildungsökonomen ein Umdenken der „grade inflation“, da die Noten vergleichbar sein müssten und aus der Ungleichhandhabung resultierende Ungerechtigkeiten beendet werden sollten.

### Abiturnoten

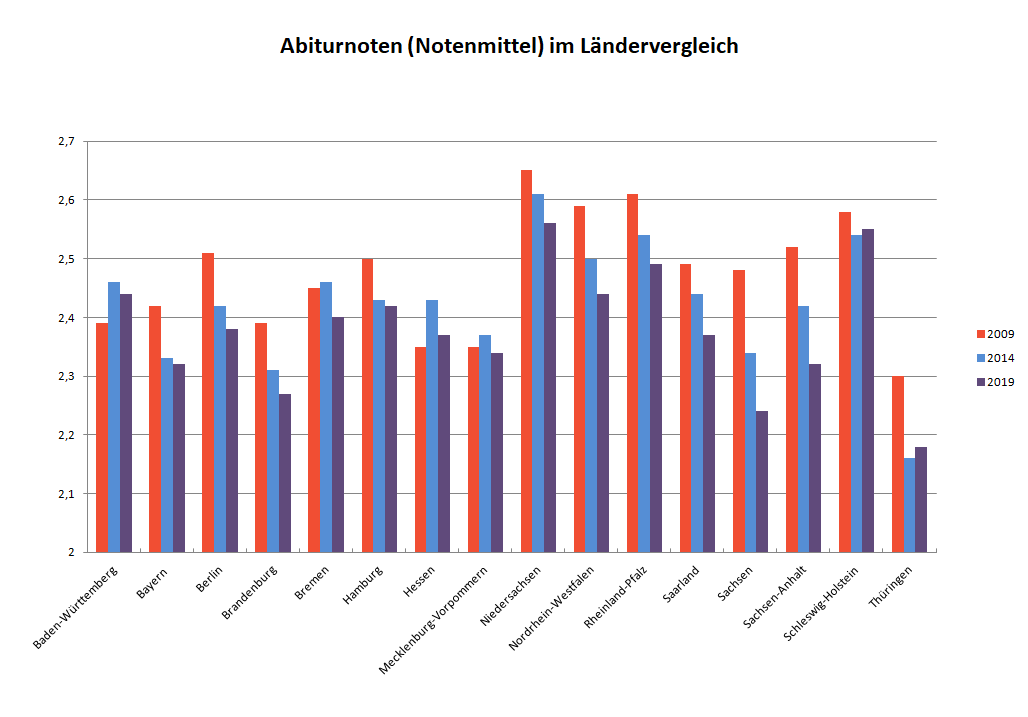
Durchschnittliche Abiturnote nach Bundesland in den Jahren 2009, 2014 und 2019, basierend auf Daten der Kultusministerkonferenz. Der Trend zu einem niedrigeren Durchschnitt, also insgesamt besseren Noten, ist in vielen Bundesländern deutlich zu erkennen.

Eine ähnliche Entwicklung wie bei den Staatsexamensnoten ist bereits bei den Abiturnoten zu beobachten: Die offizielle Schulstatistik der „Ständigen Konferenz der Kultusminister der Länder in der Bundesrepublik Deutschland“ (KMK), deren Auswertung die Anzahl der bestandenen Prüfungen, der Gesamtdurchschnittsnoten sowie die Häufigkeiten der einzelnen Notendurchschnitte im Ländervergleich festhält, bestätigt den allgemeinen Trend der Noteninflation auch für die Abiturnoten der Jahre 2006 bis 2019: Erhielt im Jahre 2006 nicht einmal jeder hundertste Abiturient die Durchschnittsnote 1,0, so erhöhte sich die Quote bis zum Jahr 2014 um mehr als 50 %. Die Berliner Schulen vergaben die Bestnote 2015 beispielsweise fünfmal so oft wie 2006 und 2016 bereits vierzehn Mal so häufig wie zehn Jahre zuvor. Im Jahr 2022 erreichte bundesweit mehr als ein Viertel der ca. 310.000 Abiturienten eine Note zwischen 1,0 und 1,9 im Abschlusszeugnis.
Die Tendenz zur Bestnotenvergabe mit der Folge einer Entwertung der Abiturzeugnisse wird auch von den Lehrervereinigungen, etwa dem Philologenverband, beklagt. Ähnlich äußerte sich der Vorsitzende des Deutschen Lehrerverbands, Josef Kraus, am 7. Dezember 2016 mit der öffentlichen Aussage: „Ich glaube, dass wir in Deutschland die Ansprüche runtergefahren haben, gleichzeitig aber die Noten immer besser geworden sind. Aus diesem Dilemma müssen wir raus“. Die Entwertung der Noten mit der Tendenz „Einser für alle“, die gute und weniger gute Absolventen gleichstellt und kaum mehr vergleichbar macht, benachteiligt vor allem die besseren Absolventen und stellt Hochschulen wie Arbeitgeber vor Probleme bei der Bewerberauswahl, denen sie mit zunehmenden Eingangsprüfungen zu begegnen suchen. Sie beeinflussen auch die Erwartungen der Schulabgänger und ihre Entscheidungen zu einem Hochschulstudium sowie die dortige Notengebung, die ebenfalls erhöht wird, um die Abbrecherquote in Grenzen und die Berufschancen aufrechtzuerhalten.

## Ursachen
Die häufigste Erklärung für die Noteninflation ist die Vermutung, dass die Notengeber an Schulen und Hochschulen auf den seit den 1970er Jahren wachsenden Druck am Arbeitsmarkt reagieren. Lehrer und Professoren geben – so die Vermutung – ihren Schülern und Studenten immer bessere Noten, um deren Chancen auf dem enger gewordenen Arbeitsmarkt zu verbessern. Ein solches Vorgehen kann allerdings nicht zum Erfolg führen, wenn es flächendeckend praktiziert wird.
Ebenso steht zu vermuten, dass die Ansprüche der Eltern dermaßen gewachsen sind, dass sie entsprechenden Druck auf die Lehrkräfte ausüben, sodass diese sehr viel eher dazu tendieren, bessere Noten zu verteilen. 
Eine weitere Vermutung bezieht sich auf den Bereich der Kultusbürokratie. Nach dieser Vermutung versuchen Bildungsinstitutionen, die Qualität ihrer Arbeit durch gute Noten unter Beweis zu stellen. Es bestehe demnach ein Druck auf Schulen und Hochschulen, tendenziell immer bessere Noten zu geben, um gegenüber der Kultus- und Wissenschaftsbürokratie Erfolge vorweisen zu können.
Es wird auch vermutet, dass das Phänomen an Hochschulen in zunehmendem Maße von der Bewertung der Veranstaltungen durch die Studenten verursacht wird. Dabei wird unterstellt, dass sich Professoren eine gute Beurteilung ihrer Veranstaltung von den Studenten durch gute Abschlussnoten quasi „erkaufen“.

## Folgen
Die Folge der Noteninflation ist eine Entwertung der Abschlusszeugnisse. So begründen viele Hochschulen ihre Forderung, zusätzlich zum Abitur Eignungsprüfungen durchzuführen, unter anderem mit dem Argument, dass die Abiturnoten nicht mehr als Garant für die Studierfähigkeit angesehen werden können. Eine ähnliche Reaktion zeigt sich auf dem Ausbildungsmarkt. Viele Ausbildungsbetriebe sehen in einem guten Zeugnis keinen ausreichenden Nachweis mehr für die Eignung, eine Lehre erfolgreich durchlaufen zu können. Sie führen ebenfalls die Noteninflation als einen Grund für Einstellungstests an. Ein wesentliches Argument der Bildungsforscher liegt in der Vergleichbarkeit der Noten und der entsprechenden Gerechtigkeitsfrage, die Absolventen und ihre Berufsaussichten betreffend.
Die Noteninflation birgt bei leistungsstarken Personen die Gefahr eines Produktivitätsabfalls. Um eine (sehr) gute Note zu erhalten, wird weniger Leistung erwartet. Darauf reagieren die Besten getreu dem Motto „Ein gutes Pferd springt nur so hoch, wie es muss“. Die Noteninflation verstärkt auch die Effekte sozialer Herkunft. „Denn Studien- und Arbeitsplätze werden am Ende nicht mehr mit den am besten geeigneten Personen besetzt, sondern – im Schatten indifferent gewordener Noten – mit Personen, die sich aufgrund ihrer sozialen Herkunft besonders gut darstellen können und zum Arbeitgeber zu passen scheinen“.